# Incubus (formație)
Incubus este o formație rock americană, din Calabasas, California. 

## Membrii formației
Membri actuali

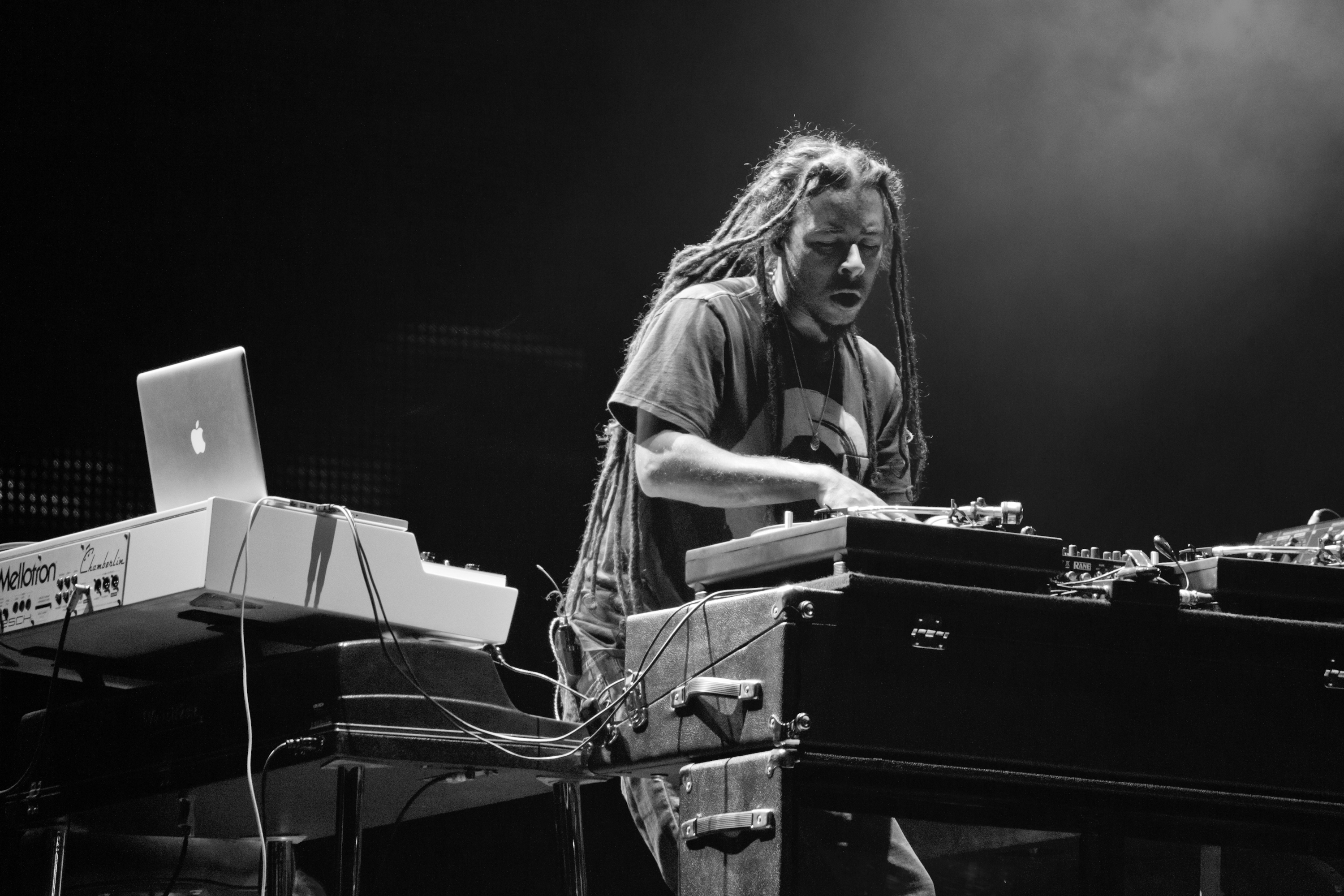
Chris Kilmore în 2012.

- Brandon Boyd – vocal, percuție, ocazional chitară (1991–prezent)
- Mike Einziger – chitară, pian, back vocal (1991–prezent)
- José Pasillas II – baterie (1991–prezent)
- Chris Kilmore – turntables, clape (1998–prezent)
- Ben Kenney – chitară bas, back vocal (2003–prezent)

Foști membri
- Alex "Dirk Lance" Katunich – chitară bas (1991–2003)
- Gavin "DJ Lyfe" Koppell – turntables, clape (1995–1998)

## Discografie
Albume de studio
- Fungus Amongus (1995)
- S.C.I.E.N.C.E. (1997)
- Make yourself (1999)
- Morning View (2001)
- A Crow Left of the Murder... (2004)
- Light Grenades (2006)
- Monuments and Melodies (2009)
- If Not Now, When? (2011)

## Single-uri Nr.1
Toate din următoarele single-uri au atins poziția Nr. 1 în clasamentul US Alternative Songs.
| An   | Titlu          | Album                        |
| ---- | -------------- | ---------------------------- |
| 2001 | "Drive"        | Make Yourself                |
| 2004 | "Megalomaniac" | A Crow Left of the Murder... |
| 2006 | "Anna Molly"   | Light Grenades               |
| 2008 | "Love Hurts"   | Light Grenades               |